# 2026年世界棒球經典賽複賽第一組

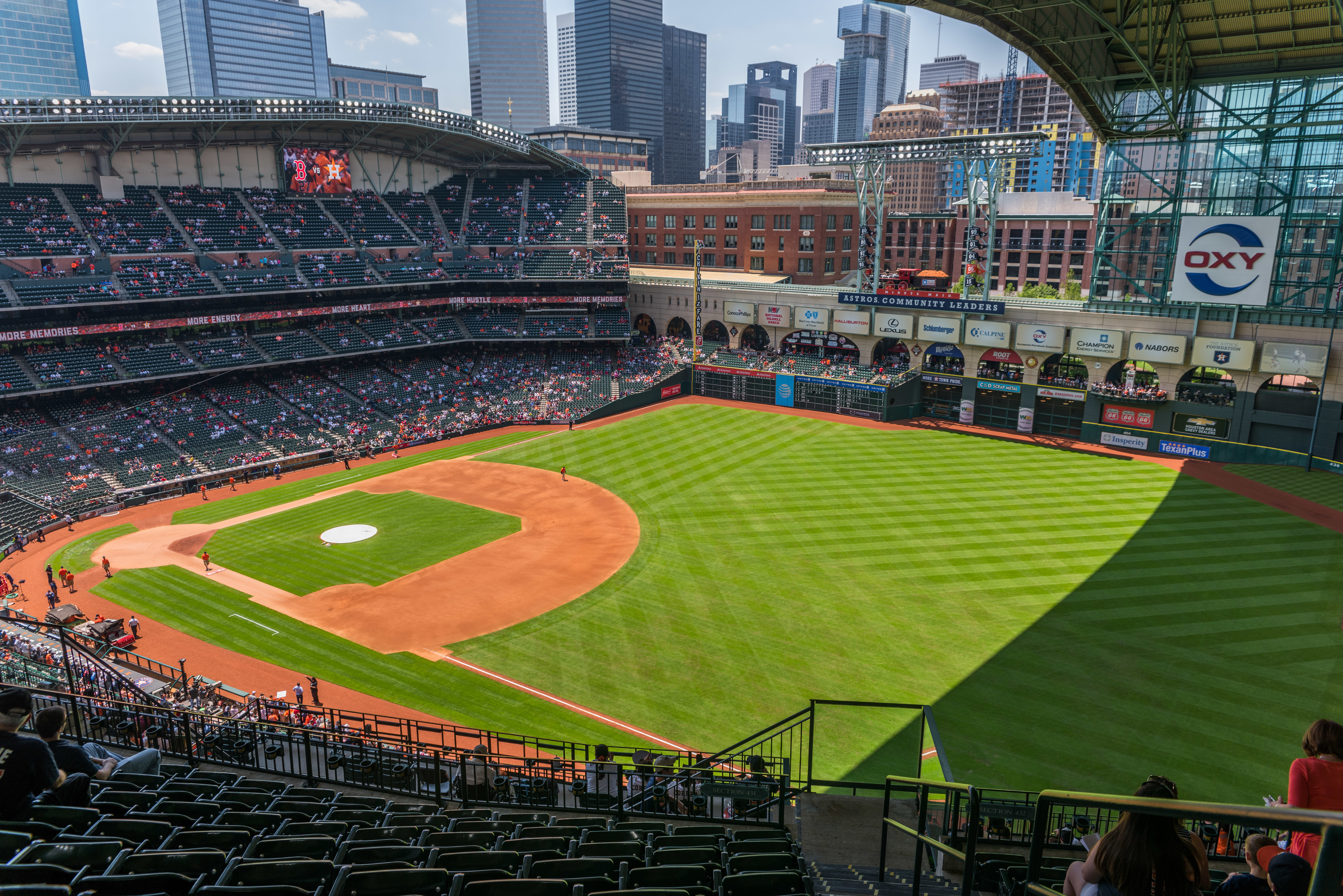
大金球場

2026年世界棒球經典賽複賽第一組是於2026年3月13日至3月14日期間，在美国休士頓大金球場舉行的賽事。A組與B組前兩名的四隊以單敗淘汰制進行比賽，獲勝的球隊將晉級決賽。

## 賽事結果
- 所有時間皆為美國中部夏令時間（UTC-5）。

| 半準決賽                 | 半準決賽                 |
| ------------------------ | ------------------------ |
| A組第二名 B組第一名 比分 | B組第二名 A組第一名 比分 |

### A組第二名 vs. B組第一名
| A組第二名  |
| B組第一名  |
| 比賽總記錄 |

### B組第二名 vs. A組第一名
| B組第二名  |
| A組第一名  |
| 比賽總記錄 |